# دی‌فسفن
دی‌فسفن (به انگلیسی: Diphosphene) با فرمول شیمیایی P
۲H
۲ یک ترکیب شیمیایی با شناسه پاب‌کم ۱۴۲۵۵۹ است. که جرم مولی آن ۶۳٫۹۶۳۴ g/mol می‌باشد. 